# Kasztelania międzyrzecka
Kasztelania międzyrzecka – kasztelania mieszcząca się niegdyś w województwie poznańskim, z siedzibą (kasztelem) w Międzyrzeczu.

## Kasztelanowie międzyrzeccy
| Imię i nazwisko       | Okres urzędowania                       | p.     |
| --------------------- | --------------------------------------- | ------ |
| Jan Ostroróg          | (już 1464?) 1465 - 1473                 | [ 2 ]  |
| Andrzej Szamotulski   | 1472 - 1482 (jeszcze 1484?)             | [ 3 ]  |
| Dobrogost Lwowski     | (już 1482?) 1484 - 1501                 | [ 4 ]  |
| Stanisław Potulicki   | (już 1500?) 1501 - 1513 (jeszcze 1516?) | [ 5 ]  |
| Stanisław Tomicki     | (już 1513?) 1516 - 1527                 | [ 6 ]  |
| Jan Rozdrażewski      | 1527 - 1527 (jeszcze 1528?)             | [ 7 ]  |
| Piotr Opaleński       | (już 1527?) 1528 - 1550                 | [ 7 ]  |
| Stanisław Myszkowski  | (już 1529?) 1531 - 1550                 | [ 8 ]  |
| Jerzy Konarski        | 1543 - 1552                             | [ 9 ]  |
| Stanisław Ostroróg    | 1552 - 1568                             | [ 10 ] |
| Stanisław Spławski    | 1567 - 1569                             | [ 11 ] |
| Jan Konarski          | 1569 - 1572                             | [ 12 ] |
| Andrzej Górka         | (już 1569?) 1571 - 1583                 | [ 7 ]  |
| Jan Kościelecki       | 1584 - 1600                             | [ 7 ]  |
| Jan Czarnkowski       | 1600 - 1618                             | [ 7 ]  |
| Zygmunt Grudziński    | 1618 - 1621                             | [ 7 ]  |
| Sędziwój Ostroróg     | (już 1621?) 1622 - 1624                 | [ 7 ]  |
| Hieronim Rozdrażewski | 1624 - 1632                             | [ 7 ]  |
| Adam Grodziecki       | 1632 - 1646                             | [ 7 ]  |
| Paweł Gembicki        | (już 1646?) 1647 - 1664                 | [ 7 ]  |
| Zygmunt Żelęcki       | 1664 - 1664 (jeszcze 1667?)             | [ 7 ]  |
| Franciszek Ciświcki   | 1667 - 1679 (jeszcze 1681?)             | [ 7 ]  |
| Jan Rozdrażewski      | (już 1679?) 1681 - 1684 (jeszcze 1685?) | [ 7 ]  |
| Gabriel Sokolnicki    | (już 1684?) 1685 - 1690                 | [ 7 ]  |
| Melchior Gurowski     | 1689 - 1694 (jeszcze 1695?)             | [ 7 ]  |
| Jakub Błeszyński      | 1695 - 1710                             | [ 7 ]  |
| Adam Żychliński       | 1710 - 1732 (jeszcze 1736?)             | [ 7 ]  |
| Kasper Modlibowski    | 1736 - 1753                             | [ 7 ]  |
| Ignacy Twardowski     | 1754 - 1760                             | [ 7 ]  |
| Stanisław Chłapowski  | 1760 - 1780                             | [ 7 ]  |
| Stanisław Rogaliński  | 1780 - 1785                             | [ 13 ] |
| Jan Kwilecki          | 1785 - 1789                             | [ 7 ]  |
| Michał Krzyżanowski   | 1790 - 1793                             | [ 7 ]  |